# Finale de la Coupe des clubs champions européens 1970-1971
La finale de la Coupe des clubs champions européens 1970-1971 voit l'Ajax Amsterdam remporter son premier titre de champion d'Europe. L'ancien joueur international hongrois Ferenc Puskas qui en est à ses débuts dans sa nouvelle carrière d'entraineur, réussit à emmener le Panathinaïkos jusqu'en finale, une première pour un club grec. Le premier couronnement de l'Ajax est également le triomphe du football total, un style de jeu basé sur la mobilité accolé au concept "Tout le monde attaque, tout le monde défend". L'Ajax n'aborde pas cette rencontre dans les meilleures conditions car il vient de laisser le titre de champions des Pays-Bas au Feyenoord Rotterdam.

## Parcours des finalistes
Note : dans les résultats ci-dessous, le score du finaliste est toujours donné en premier (D : domicile ; E : extérieur).
| Ajax Amsterdam  | Ajax Amsterdam | Ajax Amsterdam | Ajax Amsterdam |                     | Panathinaïkos            | Panathinaïkos | Panathinaïkos | Panathinaïkos | Panathinaïkos |
| --------------- | -------------- | -------------- | -------------- | ------------------- | ------------------------ | ------------- | ------------- | ------------- | ------------- |
| Adversaire      | Total          | Aller          | Retour         | Tour                | Adversaire               | Total         | Aller         | Retour        |               |
| KF Tirana       | 4 - 2          | 2 - 2 (E)      | 2 - 0 (D)      | Seizièmes de finale | AS La Jeunesse d'Esch    | 7 - 1         | 2 - 1 (E)     | 5 - 0 (D)     |               |
| FC Bâle         | 5 - 1          | 3 - 0 (D)      | 2 - 1 (E)      | Huitièmes de finale | Slovan Bratislava        | 4 - 2         | 3 - 0 (D)     | 1 - 2 (E)     |               |
| Celtic Glasgow  | 3 - 1          | 3 - 0 (D)      | 0 - 1 (E)      | Quarts de finale    | Everton FC               | 1E - 1        | 1 - 1 (E)     | 0 - 0 (D)     |               |
| Atlético Madrid | 3 - 1          | 0 - 1 (E)      | 3 - 0 (D)      | Demi-finales        | Étoile rouge de Belgrade | 4E - 4        | 1 - 4 (E)     | 3 - 0 (D)     |               |

## Deux périodes, deux Ajax
Le club néerlandais ouvre très tôt la marque par Dick van Dijk (5e). Par la suite, Amsterdam manque de nombreuses occasions et rentre au vestiaire avec un avantage qui aurait pu être plus important. Sentant que son équipe a besoin de sang neuf, Rinus Michels effectue deux changements. Mais le Panathinaikos va montrer un autre visage en deuxième mi-temps, plus accrocheur, et si l'équipe batave réussit en fin de partie à doubler la mise, elle le doit à un but contre son camp d'Anthimos Kapsis (87e). Sans être convaincant dans cette finale, l'Ajax remporte son premier titre de champion d'Europe. Ferenc Puskás éprouvera des regrets pour sa formation : il déclarera que "le Panathinaikos a joué 70 minutes un football brillant mais ne s'est pas remis d'un départ catastrophique".

## Feuille de match
| 2 juin 1971 | Ajax Amsterdam         | 2 – 0   | Panathinaikos | Stade de Wembley, Londres                    |                                              |
|             | Van Dijk 5e · Haan 87e | (1 – 0) |               | Spectateurs : 83 179 Arbitrage : Jack Taylor | Spectateurs : 83 179 Arbitrage : Jack Taylor |
|             | Rapport                |         |               | Spectateurs : 83 179 Arbitrage : Jack Taylor | Spectateurs : 83 179 Arbitrage : Jack Taylor |

| Ajax | Panathinaikos |

| G             | 1  | Heinz Stuy        |  |     |
| DC            | 2  | Velibor Vasović   |  |     |
| DG            | 3  | Wim Suurbier      |  |     |
| DC            | 4  | Barry Hulshoff    |  |     |
| MC            | 6  | Nico Rijnders     |  | 46e |
| DD            | 7  | Johan Neeskens    |  |     |
| ATTD          | 8  | Sjaak Swart       |  | 46e |
| MG            | 9  | Gerrie Mühren     |  |     |
| AVC           | 10 | Dick van Dijk     |  |     |
| ATTG          | 11 | Piet Keizer       |  |     |
| MD            | 14 | Johan Cruyff      |  |     |
| Remplaçants : |    |                   |  |     |
| D             | 12 | Horst Blankenburg |  | 46e |
| M             | 15 | Arie Haan         |  | 46e |
| G             |    | Sies Wever        |  |     |
|               | .  | Ruud Suurendonk   |  |     |
| Entraîneur :  |    |                   |  |     |
| Rinus Michels |    |                   |  |     |

| G             | 1  | Tákis Ikonomópoulos   |
| DD            | 2  | Yiánnis Tomarás       |
| DG            | 3  | Giórgos Vláchos       |
| MG            | 4  | Kóstas Eleftherákis   |
| MDF           | 5  | Aristídis Kamáras     |
| DC            | 6  | Frangiskos Sourpis    |
| MOD           | 7  | Cháris Grammós        |
| MOG           | 8  | Tótis Fylakoúris      |
| AVC           | 9  | Antonis Antoniadis    |
| MC            | 10 | Mimis Domazos         |
| DC            | 11 | Anthimos Kapsis       |
| Remplaçants : |    |                       |
| G             |    | Vasilis Constantinou  |
|               |    | Víktor Mitrópoulos    |
|               |    | Kóstas Athanasópoulos |
|               |    | Mítsos Dimitríou      |
|               |    | Dimítris Kalligéris   |
| Entraîneur :  |    |                       |
| Ferenc Puskás |    |                       |